# Richard Grady
Richard Grady  (* 28. April 1955 in Edmonton) ist ein ehemaliger kanadischer Skispringer.

## Werdegang
Grady, dessen Bruder Donald ebenfalls als Skispringer aktiv war, gab sein internationales Debüt bei der Vierschanzentournee 1972/73. Nachdem er dabei jedoch in keinem der Springen unter die besten 80 gekommen war, beendete er die Tournee nur auf Rang 79 der Gesamtwertung. Besser verlief für ihn die Vierschanzentournee 1973/74. Dabei erreichte Grady in Innsbruck auf der Bergiselschanze mit Rang 49 das beste Tournee-Einzelresultat seiner Karriere. Am Ende belegte er Rang 53 der Tournee-Gesamtwertung.
Bei der Nordischen Skiweltmeisterschaft 1974 in Falun gelang Grady von der Großschanze mit Sprüngen auf 82,5 und 86,5 Meter der 45. Platz. Von der Normalschanze belegte er nach Sprüngen auf 76,5 und 71 Metern Rang 55.
Bei der Vierschanzentournee 1974/75 erreichte Grady mit Rang 49 in der Gesamtwertung sein insgesamt bestes Ergebnis, obwohl er mit seinen Einzelergebnissen nicht an die aus dem Vorjahr anknüpfen konnte. Bei seiner letzten Vierschanzentournee 1975/76, bei der auch erstmals sein Bruder international startete, bestritt Grady nur zwei der vier Springen und belegte in der Gesamtwertung vier Plätze hinter seinem Bruder Rang 91.
Bei den Olympischen Winterspielen 1976 in Innsbruck landete Grady von der Normalschanze deutlich vor seinem Bruder auf Rang 48. Von der Großschanze konnte er sich ebenfalls gegen seinen Bruder durchsetzen und landete zwei Plätze vor diesem auf Rang 46.

## Erfolge

### Vierschanzentournee-Platzierungen
| Saison  | Platz | Punkte |
| ------- | ----- | ------ |
| 1972/73 | 79.   | 559,2  |
| 1973/74 | 53.   | 739,1  |
| 1974/75 | 49.   | 644,6  |
| 1975/76 | 91.   | 289,3  |